# Neocerynea sabulosa
Neocerynea sabulosa är en fjärilsart som beskrevs av William Schaus 1901. Neocerynea sabulosa ingår i släktet Neocerynea och familjen nattflyn. Inga underarter finns listade i Catalogue of Life.